# Canton de Saint-Laurent-du-Pont
Le canton de Saint-Laurent-du-Pont est une ancienne division administrative française située dans le département de l'Isère et la région Rhône-Alpes.
Depuis le redécoupage cantonal de 2014, Saint-Laurent-du-Pont est le bureau centralisateur du nouveau canton de Chartreuse-Guiers.

## Géographie
Ce canton était organisé autour de Saint-Laurent-du-Pont dans l'arrondissement de Grenoble. Son altitude variait de 310 m (Miribel-les-Échelles = ref nécessaire! Miribel est au-dessus de St Laurent du Pont, dont le centre est à environ 400 m d'a.) à 2 079 m (Saint-Pierre-de-Chartreuse) pour une altitude moyenne de 635 m.

## Histoire
De 1833 à 1848, les cantons de Saint-Laurent-du-Pont et de Voiron avaient le même conseiller général. Le nombre de conseillers généraux était limité à 30 par département.

## Représentation

### Conseillers généraux de 1833 à 2015
| Période                                  | Période          | Identité                                 | Étiquette           | Qualité |
| ---------------------------------------- | ---------------- | ---------------------------------------- | ------------------- | --- |
| 1833                                     | 1848             | Frédéric Allégret (1793-1853)            |                     | Négociant, conseiller municipal de Voiron |
| 1848                                     | 1877             | Vicomte Philippe Octave Amédée de Barral |                     | Ancien page de Napoléon Ier Ancien commandant de la Garde nationale à Saint-Laurent-du-Pont Brigadier des Mousquetaires du Roi Propriétaire, ancien Préfet du Cher Député (1854-1856) - Sénateur (1856-1870) |
| 1877                                     | 1889 (décès)     | Edouard Auguste Séraphin Jay             | Républicain         | Lieutenant-colonel d'artillerie en retraite à Saint-Laurent-du-Pont |
| 1889                                     | 1914 (décès)     | François Pichat                          | Républicain         | Agent voyer, architecte, maire de Saint-Laurent-du-Pont Député (1902-1906) |
| 1914                                     | 1923 (démission) | Octave Pichat (fils du précédent)        | Républicain Libéral | Notaire à Voiron |
| 1923                                     | 1931             | Gabriel Delaunay                         | Rad.                | Docteur en médecine Maire de Saint-Laurent-du-Pont (1919-1930) |
| 1931                                     | 1933 (décès)     | Claude Loridon                           | Rad.                | Maire d'Entre-deux-Guiers (1909-1933), conseiller d'arrondissement |
| 1933,                                    | 1940             | Auguste Villard (1884-1979)              | URD                 | Maire de Saint-Pierre-de-Chartreuse, conseiller d'arrondissement Nommé conseiller départemental en 1943 |
|                                          |                  |                                          |                     | |
| 1945                                     | 1964             | Auguste Villard                          | DVD                 | Maire de Saint-Pierre-de-Chartreuse |
| 1964                                     | 1988             | Pierre Perrin                            | DVD                 | Négociant Maire de Saint-Laurent-du-Pont (1959-1983) Sénateur (1974-1983) |
| 1988                                     | 2015             | Jacques Pichon-Martin                    | DVD                 | Médecin à l'hôpital de Saint-Laurent-du-Pont Président du syndical intercommunal de la Vallée du Guiers Vice-Président du conseil général                                                                    |
| Les données manquantes sont à compléter. |                  |                                          |                     | |

### Conseillers d'arrondissement (de 1833 à 1940)
| Période                                  | Période | Identité                           | Étiquette               | Qualité |
| ---------------------------------------- | ------- | ---------------------------------- | ----------------------- | --- |
| 1833                                     | 1848    | François Victor Margot (1772-1852) |                         | Notaire, maire de Saint-Laurent-du-Pont                                                                     |
|                                          |         |                                    |                         | |
| 1892                                     | 1904    | M. Poliand                         | Républicain             | |
| 1904                                     |         | M. Carle                           |                         | |
|                                          |         |                                    |                         | |
|                                          | 1922    | M. Blachot                         |                         | |
| 1922                                     | 1931    | Claude Loridon                     | Radical                 | Maire d'Entre-deux-Guiers                                                                                   |
| Déc.1931                                 | 1933    | Auguste Villard                    | Républicain indépendant | Maire de Saint-Pierre-de-Chartreuse                                                                         |
|                                          |         |                                    |                         | |
|                                          | 1940    | M. Rey                             | Républicain             | Maire d'Entre-Deux-Guiers                                                                                   |
| 1940                                     |         |                                    |                         | Les conseils d'arrondissement ont été suspendus par la loi du 12 octobre 1940 et n'ont jamais été réactivés |
| Les données manquantes sont à compléter. |         |                                    |                         | |

## Composition
Le canton de Saint-Laurent-du-Pont groupait sept communes et comptait 10 336 habitants (recensement de 1999 sans doubles comptes).
| Nom                               | Code Insee | Intercommunalité      | Superficie (km2) | Population (dernière pop. légale) | Densité (hab./km2) |
| --------------------------------- | ---------- | --------------------- | ---------------- | --------------------------------- | ------------------ |
| Saint-Laurent-du-Pont (chef-lieu) | 38412      | CC Cœur de Chartreuse | 35,25            | 4 537 (2014)                      | 129                |
| Entre-deux-Guiers                 | 38155      | CC Cœur de Chartreuse | 10,55            | 1 700 (2014)                      | 161                |
| Miribel-les-Échelles              | 38236      | CC Cœur de Chartreuse | 29,34            | 1 718 (2014)                      | 59                 |
| Saint-Christophe-sur-Guiers       | 38376      | CC Cœur de Chartreuse | 23,54            | 867 (2014)                        | 37                 |
| Saint-Joseph-de-Rivière           | 38405      | CC Cœur de Chartreuse | 17,39            | 1 224 (2014)                      | 70                 |
| Saint-Pierre-de-Chartreuse        | 38442      | CC Cœur de Chartreuse | 80,12            | 1 022 (2014)                      | 13                 |
| Saint-Pierre-d'Entremont          | 38446      | CC Cœur de Chartreuse | 32,31            | 549 (2014)                        | 17                 |

## Démographie
| 1962  | 1968  | 1975  | 1982  | 1990  | 1999   | 2006   | 2011   | 2012   |
| ----- | ----- | ----- | ----- | ----- | ------ | ------ | ------ | ------ |
| 8 188 | 8 620 | 8 488 | 9 370 | 9 814 | 10 336 | 11 118 | 11 579 | 11 627 |

## Redécoupage des cantons de l'Isère en 2015
D'après la nouvelle carte des cantons de l'Isère présentée par le préfet Richard Samuel et votée par l'Assemblée départementale de l'Isère le 23 novembre 2013, les 7 communes du canton de Saint-Laurent-du-Pont seront rattachées au nouveau canton de Chartreuse-Guiers.